# 大葛鉱山
大葛鉱山（おおくぞこうざん）とは、秋田県大館市にあった鉱山である。主に金を産出したため、大葛金山とも言われている。

## 概要
場所は秋田県道22号比内大葛鹿角線沿いに大葛温泉を経て、3kmで鉱山事務所跡に達する。現在はこの精錬所跡地に標柱がみられる。この付近一帯が鉱山地帯であった。主鉱床は、精錬所跡の東2kmの巻山峠北部にあった。また、古くから峠を越えての鹿角、南部藩地方との交流も盛んで、一本栗峠や巻山峠があった。
秋田藩最大の鉱山で、南部領の槇山（真金山）金山の国境を隔てて表裏のように隣接した鉱山であった。

## 歴史
伝説によれば発見は708年であるとされる。東大寺仏像鋳造に献金したり、金閣寺造営にも献金したと言われる。
大葛金山の代々の支配人だった荒谷家の文書によると、大葛鉱山は1521年頃に鍵掛沢の中の立見沢で発見されたという。
天文年間（1532年-1555年）に浅利越後が右市鳥沢で採掘を行い大繁盛し「越後県見」と称したとされる。また、天正年間（1573年-1592年）には秋田城之介が採掘を行ったとされている。
1602年に、佐竹氏が秋田に転封された後は、藩の富強策によって金山の経営が推進され、久保田藩最大の金山となった。転封初期には、南部藩との境界争いが発生する。（南部・秋田の争い）これは、坑木や薪炭材の切り出し用の山林の場所を争ったものであった。この争いは1609年（慶長14年）から表面化し、1677年（延宝5年）4月に幕府の裁定がようやく下り名実ともに秋田領になるまでは両藩の争いは絶えなかった。それ以降、神成氏、嘉藤氏、荒谷氏、高田氏、白崎氏、村井氏などの民間人と久保田藩によって経営が行われた。ある時期は藩の直山（直営鉱山）となり、北秋田一帯の鉱山を支配したり、ある時期は阿仁鉱山の支山の扱いを受けたりした。
1615年には家屋が154戸あったとされる。米の消費量から千人程度が生活していたとされる。慶長の後期に入り次第に山況は悪化していたが、1617年（元和3年）に新しい間歩（坑道）ができて直利（鉱脈）にあたり、元和年間にはほぼ年10枚（1730g）以上の金を産出していたと考えられる。しかし、寛永期には再び山況は悪化した。一般にこの頃からはどこの鉱山も産出に多額の経費がかかるようになった。この原因は坑内の排水技術の未熟による坑道の水没で、水抜きに多大の経費がかかるようになったからである。
金生産量には盛衰があり、生産量が高かったのは1825年〜1838年で年間の灰吹金19kg〜26kgの生産量であった。1837年は最高の生産量で、44kgの金を生産した。このころは、佐渡金山とならぶ金山として知られていたという。
1869年に、秋田戦争で南部藩軍の侵攻路となり、大葛鉱山も諸施設に火をつけられる被害を受けた。その被害の写真も残されており、大葛金山ふるさと館に展示されている。
1870年、秋田藩の経営になるも、1873年から工部省の直轄となり、外国人技師3人（アメリカ人技師カーライルら）が派遣され、大葛鉱山精錬所が建設された。1877年に大葛金山と改称し、小坂鉱山分局の所轄となり、同年に南部利恭に貸与された。1879年、尾去沢鉱山と同様に鉱業会社経営者の岡田平馬に払い下げられた。
1887年から三菱へ経営が移り、生産が盛んになった。1909年に一時休山となるも、1929年には金だけでなく、銀や銅を含む鉱石を産出した。1933年にはメタンガス噴出事故で鉱夫4名が死亡した。1941年時点で家屋は70戸と記録されている。
第二次世界大戦以後は尾去沢鉱山の支山として27名で銅を産出した。1972年、尾去沢鉱山から独立して大手開発(株)として創業したが、1975年12月に閉山となった。
1998年、大葛温泉比内ベニヤマ荘の近くに大葛金山ふるさと館が開館し、金山の資料を一般公開している。

## 荒谷家
荒谷家初代、荒谷八郎右衛門は九戸政実の乱から逃れ金山沢の鍵掛沢に来たとされ、1675年に金山集落に転居した。荒谷家の口伝によれば、荒谷家先祖の3人兄弟が再会を約束してその一人が一族を従え南部領を捨てて鹿角郡曙村より真金山峠を超えて金山に入ったという。1761年に9代目の忠右衛門富暠の時に、帯刀御免と金山の経営を任されたとされる。金13kg125ｇ、銅18tを差し出すことを命じこれまでの給金を10両から13両に増やしたものである。1764年（明和元年）に、忠右衛門は金方世話役、横目役を命じられている。1772年、江戸時代の鉱山技師でもあった平賀源内と吉田利兵衛が荒谷忠右衛門の案内で大葛鉱山を廻山した。1779年（安永8年）金山は荒谷の受山となり、最初の3年は請負山として損益を一任され、1728年（天明2年）から直山格の受山として運上金10両を藩に上納するように命じられている。以後その役は世襲的なものになる。
1803年、江戸時代の紀行家である菅江真澄は5月4日に、大葛金山を支配する荒谷富訓のもとに宿を借りた。翌5日、真澄は荒谷の案内で鉱山を見学した。
荒谷家11代当主の荒谷忠一郎富謙は鉱山経営者でもあったが、優れた数学者でもあった。今の一関地方の和算家千葉胤道に師事し、24歳の時に一関市川崎町薄衣の波分神社に他の3人と共に算額を奉納している。1873年には桂太郎と伊藤博文も荒谷家に滞在し、鉱山を見学した。
荒谷家による大葛鉱山の経営は、1869年の15代桂吉まで続いた。この年、荒谷桂吉は「支配人御免」を藩に提出し、翌年それが認められた。荒谷桂吉は後に県会議員や同議長、衆議院議員（3期）を務めた。

## 大葛鉱山精錬所

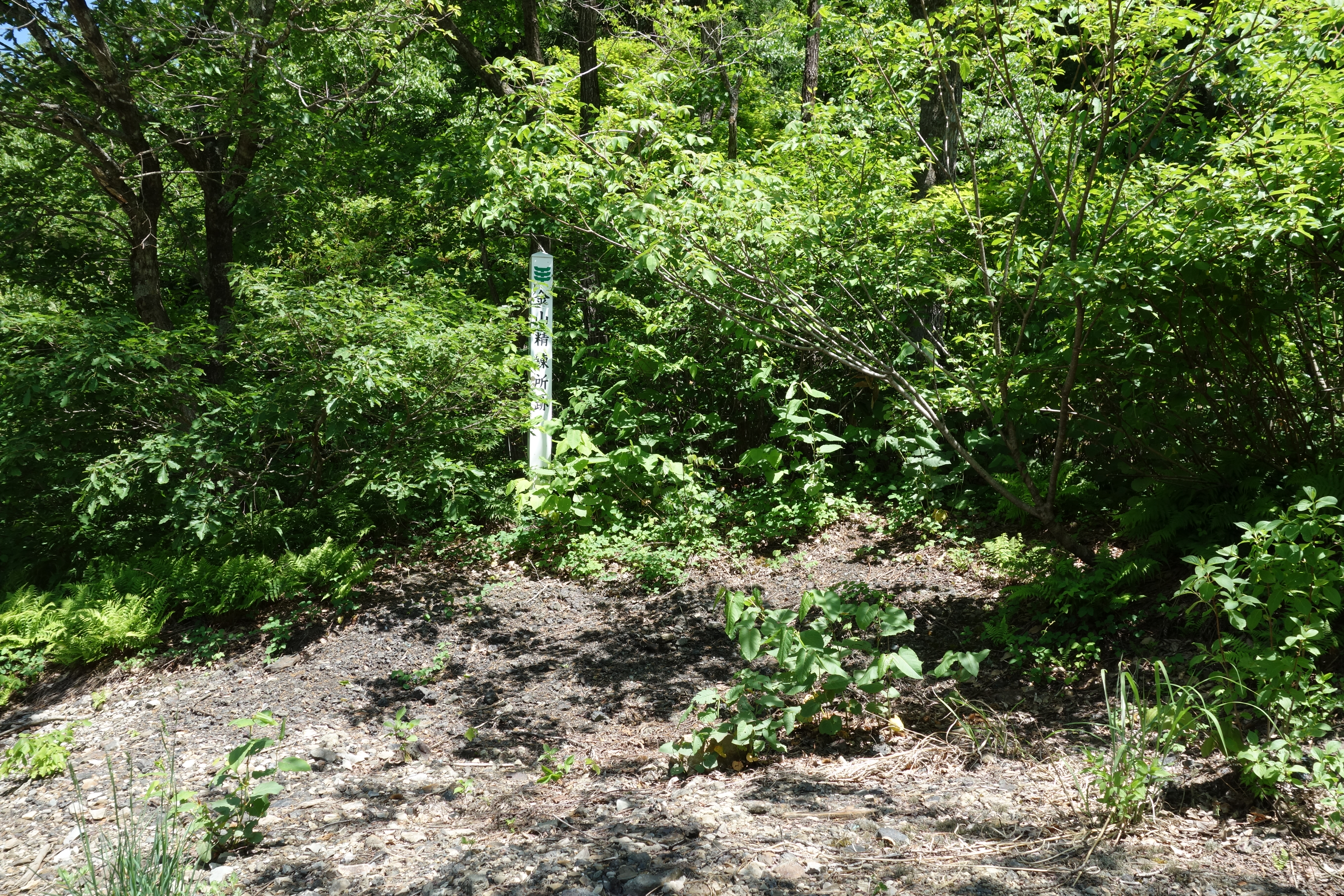
精錬場跡
大葛金山跡の北西約100mにある

大葛鉱山精錬所はかつての鉱山の象徴であった。大葛鉱山精錬所跡には史跡標柱が立てられている。いまだに鉱石の残滓が堆積している。また、500m西には金山墓地がある。墓石数は320基、面積は2,000平方メートルの特徴は、一般墓地には見られない鉱山社会特有の友子の墓石が数多くあることである。「友子制度」は鉱夫の間に組織された自衛的相互扶助制度で、作業技術の指導や生活上の相互扶助を行ったもので、友子の墓石には、「親分」「子分」「舎弟」などと書かれている。

## 江戸時代の鉱山病
菅江真澄は「すすきのいでゆ」において、鉱山労働者は男は若くして死ぬ者が多い、女は一生のうち7〜8人の夫をもつ者が多いと涙ながらに語ったと記述している。
1826年には、大葛山の患者を藩医が付き添い、江戸医学館で診察を受けさせた。その容体書には当時の大葛鉱山では覆面をあつらえ、竹筒に水を入れ時々口をすすがせ、坑内に入っている時間を決め、ゆるやかに掘るようにしむけたと記述されている。